# 10566 Zabadak
10566 Zabadak (1994 AZ2) là một tiểu hành tinh vành đai chính được phát hiện ngày 14 tháng 1 năm 1994 bởi Yoshio Kushida và Osamu Muramatsu ở đài thiên văn Nam Yatsugatake.
Tiểu hành tinh đã được đặt tên theo tên ban nhạc Nhật Bản ZABADAK.